# San Juan Capistrano
San Juan Capistrano és una població dels Estats Units a l'estat de Califòrnia. Segons el cens del 2000 tenia 33.826 habitants.

## Demografia
Segons el cens del 2000, San Juan Capistrano tenia 33.826 habitants, 10.930 habitatges, i 8.197 famílies. La densitat de població era de 919,1 habitants/km².
Per edats la població es repartia de la següent manera: un 28,1% tenia menys de 18 anys, un 7,8% entre 18 i 24, un 27,3% entre 25 i 44, un 23,7% de 45 a 60 i un 13,1% 65 anys o més.
L'edat mitjana era de 36 anys. Per cada 100 dones de 18 o més anys hi havia 94 homes.
La renda mediana per habitatge era de 62.392 $ i la renda mediana per família de 69.481 $. Els homes tenien una renda mediana de 47.574 $ mentre que les dones 34.821 $. La renda per capita de la població era de 29.926 $. Entorn del 6,6% de les famílies i el 10,7% de la població estaven per davall del llindar de pobresa.

## Poblacions més properes
El següent diagrama mostra les poblacions més properes.